# Samir Chergui
Samir Sophian Chergui (Arpajon, 6 febbraio 1999) è un calciatore francese, difensore del Paris FC.

## Caratteristiche tecniche
Gioca come difensore centrale.

## Carriera
Chergui è cresciuto nelle giovanili di Brétigny Foot ed Auxerre, e dal 2016 al 2020 ha giocato nella squadra riserve in Championnat National 3. Il 20 giugno 2019 ha firmato il suo primo contratto professionistico ma dopo un solo anno è stato svincolato dopo essere arrivato ubriaco all'allenamento che ha seguito la sua festa per i 21 anni.
Pochi mesi dopo ha firmato con il Paris FC, con cui ha debuttato l'8 gennaio 2021 nell'incontro di Ligue 2 pareggiato 1-1 contro l'Ajaccio. Ha segnato il suo primo gol la stagione successiva, il 7 maggio 2022 contro l'Amiens.

## Statistiche
Statistiche aggiornate al 1º febbraio 2025
| Stagione          | Squadra           | Campionato        | Campionato | Campionato | Coppe nazionali | Coppe nazionali | Coppe nazionali | Coppe continentali | Coppe continentali | Coppe continentali | Altre coppe | Altre coppe | Altre coppe | Totale | Totale | Totale |
| Stagione          | Squadra           | Comp              | Pres       | Reti       | Comp            | Pres            | Reti            | Comp               | Pres               | Reti               | Comp        | Pres        | Reti        | Pres   | Reti   |        |
| ----------------- | ----------------- | ----------------- | ---------- | ---------- | --------------- | --------------- | --------------- | ------------------ | ------------------ | ------------------ | ----------- | ----------- | ----------- | ------ | ------ | ------ |
| 2016-2017         | Auxerre 2         | CFA               | 2          | 0          | -               | -               | -               | -                  | -                  | -                  | -           | -           | -           | 2      | 0      |        |
| 2017-2018         | Auxerre 2         | N3                | 4          | 0          | -               | -               | -               | -                  | -                  | -                  | -           | -           | -           | 4      | 0      |        |
| 2018-2019         | Auxerre 2         | N3                | 25         | 0          | -               | -               | -               | -                  | -                  | -                  | -           | -           | -           | 25     | 0      |        |
| 2019-2020         | Auxerre 2         | N3                | 13         | 1          | -               | -               | -               | -                  | -                  | -                  | -           | -           | -           | 13     | 1      |        |
| Totale Auxerre 2  | Totale Auxerre 2  | Totale Auxerre 2  | 44         | 1          |                 | -               | -               |                    | -                  | -                  |             | -           | -           | 44     | 1      |        |
| 2020-2021         | Paris FC 2        | N3                | 6          | 0          | -               | -               | -               | -                  | -                  | -                  | -           | -           | -           | 6      | 0      |        |
| 2022-2023         | Paris FC 2        | N3                | 1          | 0          | -               | -               | -               | -                  | -                  | -                  | -           | -           | -           | 1      | 0      |        |
| Totale Paris FC 2 | Totale Paris FC 2 | Totale Paris FC 2 | 7          | 0          |                 | -               | -               |                    | -                  | -                  |             | -           | -           | 7      | 0      |        |
| 2020-2021         | Paris FC          | L2                | 4          | 0          | CF              | 2               | 0               | -                  | -                  | -                  | -           | -           | -           | 6      | 0      |        |
| 2021-2022         | Paris FC          | L2                | 34+1       | 1          | CF              | 1               | 0               | -                  | -                  | -                  | -           | -           | -           | 36     | 1      |        |
| 2022-2023         | Paris FC          | L2                | 29         | 1          | CF              | 3               | 0               | -                  | -                  | -                  | -           | -           | -           | 32     | 1      |        |
| 2023-2024         | Paris FC          | L2                | 19         | 0          | CF              | 0               | 0               | -                  | -                  | -                  | -           | -           | -           | 19     | 0      |        |
| 2024-2025         | Paris FC          | L2                | 1          | 0          | CF              | 0               | 0               | -                  | -                  | -                  | -           | -           | -           | 1      | 0      |        |
| Totale Paris FC   | Totale Paris FC   | Totale Paris FC   | 87+1       | 2          |                 | 6               | 0               |                    | -                  | -                  |             | -           | -           | 94     | 2      |        |
| Totale carriera   | Totale carriera   | Totale carriera   | 139        | 3          |                 | 6               | 0               |                    | -                  | -                  |             | -           | -           | 145    | 3      |        |